# Динмухамедов, Галей Афзалетдинович
Гале́й Афзалетди́нович Динмухаме́дов (тат. Гали Афзалетдин улы Динмөхәммәтов; род. 1892, дер. Ново-Ибрайкино, Казанская губерния, Российская империя — 20 августа 1951, Казань, РСФСР) — советский партийный и государственный деятель, председатель Президиума Верховного Совета Татарской АССР (1938—1951). Входил в состав особой тройки НКВД СССР.

## Биография
С ранних лет работал на Урале и в Сибири чернорабочим и шахтёром. Летом 1918 года вступил в ряды Красной гвардии, принимал активное участие в Гражданской войне. В январе 1920 года вступил в ВКП(б)
- 1920—1923 гг. — на партийной работе в Якутске,
- 1923—1925 гг. — секретарь Татарской секции, заведующий подотделом национальных меньшинств Томского губернского комитета ВКП(б),
- председатель Совета просвещения национальных меньшинств при Томском губернском отделе народного образования
- 1926—1930 гг. — ответственный секретарь Центрального бюро татаро-башкирских секций при Агитационно-пропагандистском отделе ЦК ВКП(б)
- 1931 г. — окончил курсы марксизма-ленинизма при ЦК ВКП(б)
- 1931—1932 гг. — заместитель заведующего агитационно-массовым отделом Башкирского областного комитета ВКП(б),
- 1932—1934 гг. — член Партийной коллегии Башкирского областного комитета ВКП(б), председатель Башкирской областной контрольной комиссии ВКП(б),
- народный комиссар рабоче-крестьянской инспекции Башкирской АССР,
- 1935—1936 гг. — член Партийной коллегии по Омской области.
- 1936—1937 гг. — член Партийной коллегии Татарского областного комитета ВКП(б),
- 1937—1938 гг. — и. о. председателя ЦИК Татарской АССР,

Этот период отмечен вхождением в состав особой тройки, созданной по приказу НКВД СССР от 30.07.1937 № 00447 и активным участием в сталинских репрессиях.
- 1938—1951 гг. — председатель Президиума Верховного Совета Татарской АССР.

## Награды и звания
- три ордена Ленина:

1. 23.06.1940 — в ознаменование 20-й годовщины образования Татарской Автономной Советской Социалистической Республики, за достижения в развитии промышленности и сельского хозяйства; ???, ???

- медалью «За доблестный труд в Великой Отечественной войне 1941-1945 гг.»

## Память
- улица Гали Динмухаметова в посёлке Вознесенское Советского района Казани.[3]

## Адреса
- Казань, улица Бутлерова, 23.[4]